# Faces
Faces és una pel·lícula estatunidenca, la quarta de John Cassavetes posterior a A Child is Waiting i anterior a Husbands, estrenada el 1968.

## Argument
Richard Frost és un distribuïdor de cinema i està a punt de veure una pel·lícula que es diu Faces . Més tard, amb Freddie, un vell amic, també en els negocis, es troben en un bar Jeannie, una call-girl, que els porta a casa seva en acabar la vesprada. Quan Richard torna a casa seva, tot bevent, discuteix amb la seva dona Maria. Li anuncia que vol divorciar-se i torna amb Jeannie. La troba en companyia de dos representants de comerç i d'una dona. Després d'escenes molt agitades, Jeannie i Richard es queden sols.
Pel seu costat, la seva esposa Maria, en companyia de tres de les seves amigues, troba Chet en un night club. Porta tothom al domicili conjugal. Ja sols, Maria i Chet passen una nit d'amor. Al matí, intenta suïcidar-se, però Chet la salva amb molta dolçor. El marit torna i els sorprèn. Chet salta per la finestra. Els dos esposos s'hauran d'enfrontar.

## Repartiment
- John Marley: Richard Forst
- Lynn Carlin: Maria Forst
- Seymour Cassel: Chet
- Gena Rowlands: Jeannie Rapp
- Fred Draper: Freddie
- Val Avery: Jim McCarthy
- Dorothy Gulliver: Florence
- Joanne Moore Jordan: Louise
- Darlene Conley: Billy Mae
- Gene Darfler: Joe Jackson
- Elizabeth Deering: Stella
- Ann Shirley: Anne
- Anita White: Nita
- Erwin Sirianni: Harry Selfrine
- Jim Bridges: Jim Mortensen
- Don Kraatz: Edward Kazmier
- John Hale: Judd Lang
- John Finnegan: J.P.

## Context, rodatge i acollida del film
Faces es va rodar en sis mesos a casa de la parella Cassavetes-Rowlands, on realitzarien d'altra banda cinc pel·lícules. El garatge és definitivament transformat en sala de muntatge, la pel·lícula és recuperada de les caigudes dels estudis de Hollywood. Els actors fan també feines tècniques. Els diners guanyats es destinen a la hipoteca de la casa, i per participacions dels actors de l'equip en altres pel·lícules: per John Cassavetes, a La llavor del diable i The Dirty Dozen, per exemple.
Al contrari de Shadows el text és acuradament escrit, i les escenes seran rodades tan sovint, i amb càmeres múltiples, que l'equip es trobarà amb cent cinquanta hores de pel·lícula. Una primera versió, avui desapareguda, durava quatre hores, abans de ser reduïda a com la que coneixem, de dues hores. Una de les tècniques de muntatge més sistemàtiques i més colpidores que utilitza aquí Cassavetes és començar les seqüències en mig del moviment i de l'acció, per agafar-ne al vol només les sobralles, per sotmetre'n només els instants paroxístics. La pel·lícula implica algunes seqüències de valentia: Seymour Cassel ballant al night club, o rodolant per la finestra, o la molt gran sensualitat del cos a cos en l'escena on Chet (Seymour Cassel) salva Maria (Lynn Carlin, esposa de Cassel)
El material era tan precari que va caldre refer, imatge a imatge, la sincronització de la banda sonora i que va caldre renunciar a de les escenes de la pel·lícula que havien estat dissoltes pels excrements del caniche de Lady Rowlands, la mare de Gena. El muntatge durarà tres anys. Charlton Heston, que dirigia llavors el sindicat dels actors, els crearà els pitjors problemes, a causa de la benevolència de tothom en la direcció d'aquesta pel·lícula.

## Premis i nominacions

### Premis
- Festival de Venècia: Premi a la millor interpretació per John Marley,

### Nominacions[1]
- Oscar al millor actor secundari (Seymour Casell)
- Oscar a la millor actriu secundària (Lynn Carlin)
- Oscar al millor guió original (John Cassavetes)
- Oscar a la millor direcció (John Cassavetes)
- Lleó d'Or (John Cassavetes)

## Premis
- 1968. Festival de Venècia: Premi a la millor interpretació per John Marley, John Cassavetes nominat pel Lleó d'Or.
- 1969. Nominacions a l'Oscar al millor actor secundari per Seymour Cassel, a la millor actriu secundària per Lynn Carlin i oscar al millor guió original i oscar al millor director per John Cassavetes.